# Кюприя
 Тази статия е за селото в Гърция.  За моста във Воден вижте Кюпри (Воден).  
Кюприя или Кюпри (на гръцки: Γεφυρούδι, Гефируди, катаревуса: Γεφυρούδιον, Гефирудион, до 1927 година Κιουπρή, Кюпри) е село в Република Гърция, Егейска Македония, в дем Долна Джумая (Ираклия), област Централна Македония. Според преброяването от 2001 година селото има 729 жители.

## География
Селото е разположено на 20 километра северозападно от град Сяр (Серес) и на 5 километра северно от Просеник (Скотуса), на железопътната линия Кулата - Валовища - Сяр - Драма.

## История

### В Османската империя
В османски обобщен данъчен списък на немюсюлманското население от вилаета Тимур Хисаръ̀ от 1616-1617 година селото е отбелязано под името Кюприе с 55 джизие ханета (домакинства).
През XIX век и началото на XX век, Кюприя е село, числящо се към Демирхисарската каза на Османската империя. В „Етнография на вилаетите Адрианопол, Монастир и Салоника“, издадена в Константинопол в 1878 година и отразяваща статистиката на населението от 1873 година, Куприй (Kuprii) е посочено като село със 110 домакинства, като жителите му са 350 българи.
През 1891 година Георги Стрезов пише:
| „ | Кюпри, на Ю от Демир Хисар 2 часа, на Сярското поле. Земя плодородна и суха; произвожда памук и сусам. Гръцка църква и училище. Къщи 50 турски и 30 християнски. | “ |

Според статистиката на Васил Кънчов („Македония. Етнография и статистика“) от 1900 година Кюприя брои 350 жители българи и 120 жители турци.
Всички християни от Кюприя са гъркомани, под ведомството на Цариградската патриаршия. По данни на секретаря на Българската екзархия Димитър Мишев („La Macédoine et sa Population Chrétienne“) в 1905 година в селото живеят 240 българи гъркомани и в селото има начално гръцко училище.

### В Гърция
Селото попада в пределите на Гърция след Междусъюзническата война в 1913 година и много от жителите му емигрират в България. В 1916 година са заселени каракачани, а в 1922 - 1924 година - гърци бежанци от Източна Тракия, като съвместно каракачаните и тракийците възлизат на около 35% от населението на Кюприя срещу 65% местно население. Според преброяването от 1928 година Кюприя е смесено местно-бежанско село с 38 бежански семейства и 172 души бежанци. През 1927 година турското му име, означаващо мост, е преведено на Гефирудион.
| Име                  | Име        | Ново име   | Ново име    | Описание                                                                               |
| -------------------- | ---------- | ---------- | ----------- | -------------------------------------------------------------------------------------- |
| Дипловица            | Διπλοβίτσα | Дихалу     | Δίχαλου     | хълмодолие между Кюприя и Просеник; от дипла, „гънка“ < гръцкото δίπλα                 |
| Орман                | Ορμάν      | Камби      | Καμπή       | местност на Ю от Кюприя, на десния бряг на Белица; от турското orman, „гора край река“ |
| Драч                 | Ντράτσι    | Исома      | Ίσωμα       | местност Ю от Кюприя, между селото и Белица; от драч, „трън“                           |
| Кара Кум или Каракум | Καρά Κούμ  | Маври Амос | Μαύρη Άμμος | местност СЗ от Кюприя                                                                  |

## Личности
Родени в Кюприя
- Георгиос Куцакис, гръцки политик, кмет на Долна Джумая